# 도사번

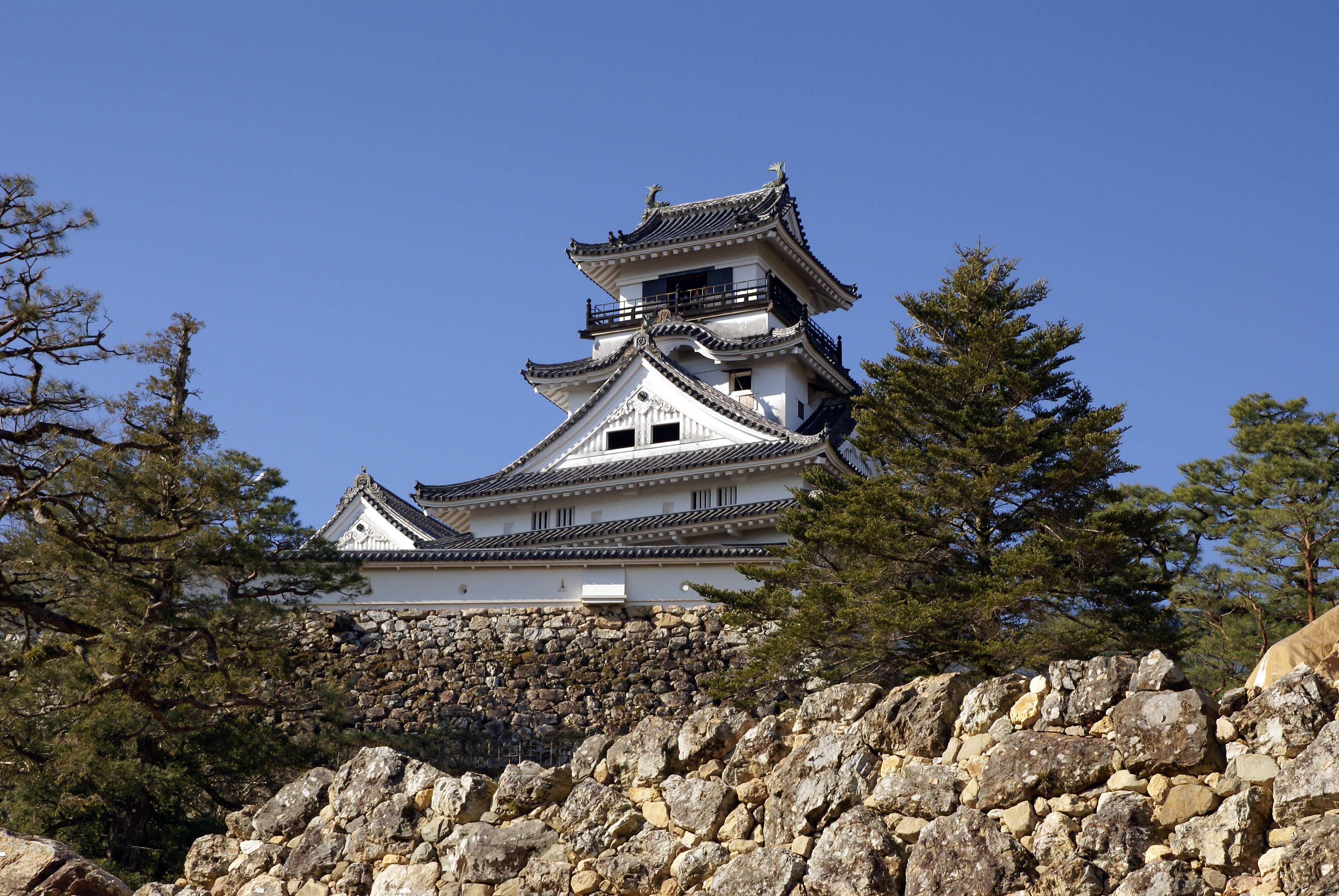
고치성

도사번(일본어: 土佐藩 도사한[*])은 에도 시대 도사국(현 시코쿠 남부 고치현)을 지배했던 번이다. 정식 명칭은 고치번(高知藩)이다. 번주는 야마우치씨(山内氏)이며, 그 가격(家格)은 오히로마급 자리(大広間詰席)의 도자마 다이묘로, 역대 번주는 국주격(国主格)에 해당했다.

## 번의 역사
도사번의 영역은 센고쿠 시대 말기에는 조소카베씨(長宗我部氏)가 다스렸으나, 조소카베 모리치카가 게이초 5년(1600년) 세키가하라 전투에서 서군(西軍)에 가담했다가 개역당하고, 도쿠가와씨(徳川氏)를 지지했던 도토미(遠江) 가케가와성(掛川城) 성주 야마우치 가즈토요가 새로이 도사 국 20만 2,600석을 받게 되었다. 이후 메이지 시대 초기까지 도사 번은 야마우치 집안이 다스렸다.
당초 「일령구족」(一領具足)이라 불리는 반농반사 형태의 조소카베 집안 옛 신하들이 야마우치 집안을 따르지 않고 반란을 일으켰으므로, 야마노우치 씨 집안은 번 경내의 요충지마다 중신들을 배치해 반란에 대비하였다. 나카무라(中村)의 야마우치 야스토요(山内康豊, 2만 석)를 비롯해 사가와(佐川)에 후카오 시게요시(深尾重良, 1만 석), 스쿠모(宿毛)에 야마우치 요시우지(山内可氏, 7000석), 구보카와(窪川)에 야마우치 가즈요시(山内一吉, 5000석), 모토야마(本山)에 야마우치 가즈아키(山内一照, 1300석), 아키(安芸)에 고토 다메시게(五藤為重, 1100석)을 배치한 것이다.
가즈토요는 조소카베 씨의 우라도번(浦戸藩) 옛 성에 있던 우라도성(浦戸城)에 들어갔다가 조카마치(城下町)를 열기에 부지가 좁다는 이유로 현재의 일본 고치시(高知市) 중심부에 해당하는 고치성(高知城)과 새로운 조카마치 건설을 시작하였다. 번의 정치가 확립된 것은 2대 번주 야마우치 다다요시(山内忠義)의 대였다. 다다요시는 노나카 겐잔(野中兼山)을 등용해서 새로운 농지 개발 등 식산흥업에 힘썼으나, 겐잔의 밀어붙이기식 시책은 정적들의 원망을 샀고 결국 겐잔은 실각하였다.
도사 번의 재정은 에도 시대(江戸時代) 중기 무렵부터 비교적 안정적인 추이를 보였지만, 호레키(宝暦) 연간(1751년 - 1764년) 이후 잇큐(一揆, 농민 무장봉기)나 농민들의 다른 영지로의 도망 등 번의 정치는 동요를 보였다. 9대 번주 야마노우치 도요치카(山内豊雍)에 의한 검소함을 기본으로 하는 번의 정치 개혁(덴메이 개혁天明の改革)이 행해졌고, 도사 번의 정치는 겨우 서게 되었다. 또한 13대 번주 야마노우치 도요테루(山内豊熈)는「오코제구미」(おこぜ組)라 불리는 마부치 가헤이(馬淵嘉平)를 중심으로 하는 개혁파를 기용해 번의 정치 개혁에 나섰으나, 실패하였다.
막부 말기에는 15대 번주인 도요노부(豊信), 통칭 야마우치 요도(山内容堂)가 요시다 도요(吉田東洋)을 기용해 개혁을 단행하였다. 도요는 보수파 문벌이나 향사(郷士)의 반감을 사서 다케치 즈이잔(武市瑞山)을 중심으로 하는 도사 근왕당(土佐勤王党)에 의해 암살되고 만다. 훗날 근왕당은 실권을 회복한 야마노우치 요도의 보복으로 즈이잔의 할복이나 당원의 처형 등 탄압을 당해 해산되었다. 한편 도요의 문하에서 고토 쇼지로(後藤象二郎)나 이타가키 다이스케(板垣退助)、이와사키 야타로(岩崎弥太郎) 등의 인물을, 또한 향사였던 사카모토 료마(坂本龍馬)나 나카오카 신타로(中岡慎太郎) 등의 인재가 배출되었다. 사카모토나 고토를 통해 야마노우치 요도로부터 15대 쇼군 도쿠가와 요시노부(徳川慶喜)에게 전달된 대책이 대정봉환(大政奉還)으로 이어졌고, 에도 막부(江戸幕府)는 막을 내렸다. 도사 번은 삿초도히(薩長土肥)의 일각을 차지하며 시대의 전환에 큰 역할을 맡았다.
1871년(메이지 4년) 폐번치현(廃藩置県)에 따라 고치현(高知県)이 되었다. 야마노우치 집안은 1884년(메이지 17년) 화족령(華族令)에 따라 후작(侯爵)이 되었다.

### 향사 제도
야마우치 체제가 늘어선 이후 일령구족에 속했던 도사 인들은 다시 농민의 신분으로 돌아갔지만 자신들이 조소카베의 신하였다는 생각은 버리지 않았다. 따라서 도사 번에는 조소카베 가문의 옛 신하들과 야마노우치 가신들이 공존하게 되었다. 그들에게 야마노우치 가신들은 점령군에 불과했고 좀처럼 뿌리내리지 못했다. 농민들은 점령군을 존경하지 않았고, 같은 인간인데 왜 차별받아야 하는가, 라고 생각하게 되었다. 야마노우치 가문은 이들의 불만을 해소시키기 위해 산과 들을 개척한 자를 향사(郷士)라는 하급번사로 승격시켜 주었다. 그리하여 수백 명의 향사가 생겨났다.
향사는 기본적으로는 재향 무사로 도사 번에 있어 하사(下士)보다는 위에 위치하고 있었다. 세키가하라 전투 이전의 옛 영주였던 조소카베 씨의 유신(遺臣)으로 일령구족의 계보를 잇는 자가 많았고, 게이초 18년(1613년) 가미 군(香美郡) 야마다 촌(山田村)의 개발로 성립된 게이초 향사(慶長郷士)가 이 제도의 단초가 되었다. 그 뒤 새로운 농지 개발 등을 행하며 성립되어갔다. 이들은 조소카베 유신들의 불만을 해소하고 군사 요원으로써 도사 번의 정식 체제에 편입시키는 동시에 새로운 농지 개발에 따른 세수 증액을 노린 것이었다. 향사 한 사람에게 허락된 개발 허가 면적은 대체로 3정(町) 정도였다. 한편 조소카베 유신 가운데 야마노우치 씨 집안에 출사하는 것에 응한 명가는 야마노우치 씨가 도사에 들어오기 전부터 거느리고 있던 가신들과 마찬가지로 상사(上士)에 속했다.
시대가 흐르고 에도 중기에는 상품 경제가 농업 부문에까지 침투하기 시작하였다. 이에 곤궁에 허덕이다 생계를 위해 향사의 신분을 양도해버리는 일도 생겨났다. 당초 무사 신분을 가진 자들에 대한 양도(이 경우는 경작지 매각이 주를 이루었다)였지만 차츰 부농 ・ 호상들이 향사 지위를 사들여서 향사가 되는 자들이 나타나게 된다.
겐로쿠 시대에는 향사들도 공직에 나아가는 것이 가능해졌는데, 하급 관리로써 활약하는 자들도 나타나게 된다. 막부 말기에 이르러 향사의 총 수는 800명을 헤아렸는데 이 가운데 370명은 대조(大組)라 불리며 저마다가 가로(家老)에 속했고 어예향사(御預郷士)라 불렸다. 나머지 430명은 소조(小組)라 불리며 6대(隊)로 구성되어 구부향사(駆付郷士)로써 비상시 규정된 장소에서 해양 방어에 종사하였다.
한편 대부분의 향사가 농촌이나 산간 지역에 거주하였으나 상사의 거주지였던 곽중(郭中) 이외의 우에마치(上町) ・ 시타마치(下町)에 거주하는 자도 존재했는데, 그 예가 바로 사카모토 료마였다.

### 번의 석고
16세기 말에 태합검지(太閤検地)에서 조소카베 씨가 받은 도사 국 석고는 98,000석에 지나지 않았지만, 야마노우치 가즈토요가 도사에 들어온 뒤 다시 산정되어 게이초 10년(1605년)에는 20만 2,600석 정도까지 늘어났다.
겐나(元和) 원년(1615년) 아와 도쿠시마 번(阿波徳島藩)이 아와지국(淡路国)을 더 늘려받으면서 표고(表高)가 17만여 석에서 25만 7000석이 되고, 도사 번은 이에 맞서듯 「25만 7000여 석」이라고 석고를 늘려 신고한다. 막부가 벌이는 대공사 등에서 도사 번이 져야 하는 부담도 그만큼 늘어나게 된다는 것을 의미했으나, 시코쿠(四国) 제일의 다이묘(大名)라 위세를 보이려 한 것이 원인이었다. 다만 막부는 도사 번의 이 신고를 인정하지 않았고 막부의 주인장(朱印状)은 기존대로 「20만 2600여 석」으로 기재되었다. 그 뒤 새로운 농지 개발이 진행된 결과 1870년(메이지 3년) 폐번치현 직전에는 본래 지고(地高)와 거의 맞먹는 규모의 새 농지가 존재했고 본래의 농지와 새 농지 규모 합쳐 49만 4000여 석에 이르게 된다.
덧붙여 「24만 2000석」이라는 지칭은 호에이(宝永) 연간 이후의 무감(武鑑) 등에 근거한 소문이었다.

## 역대 번주

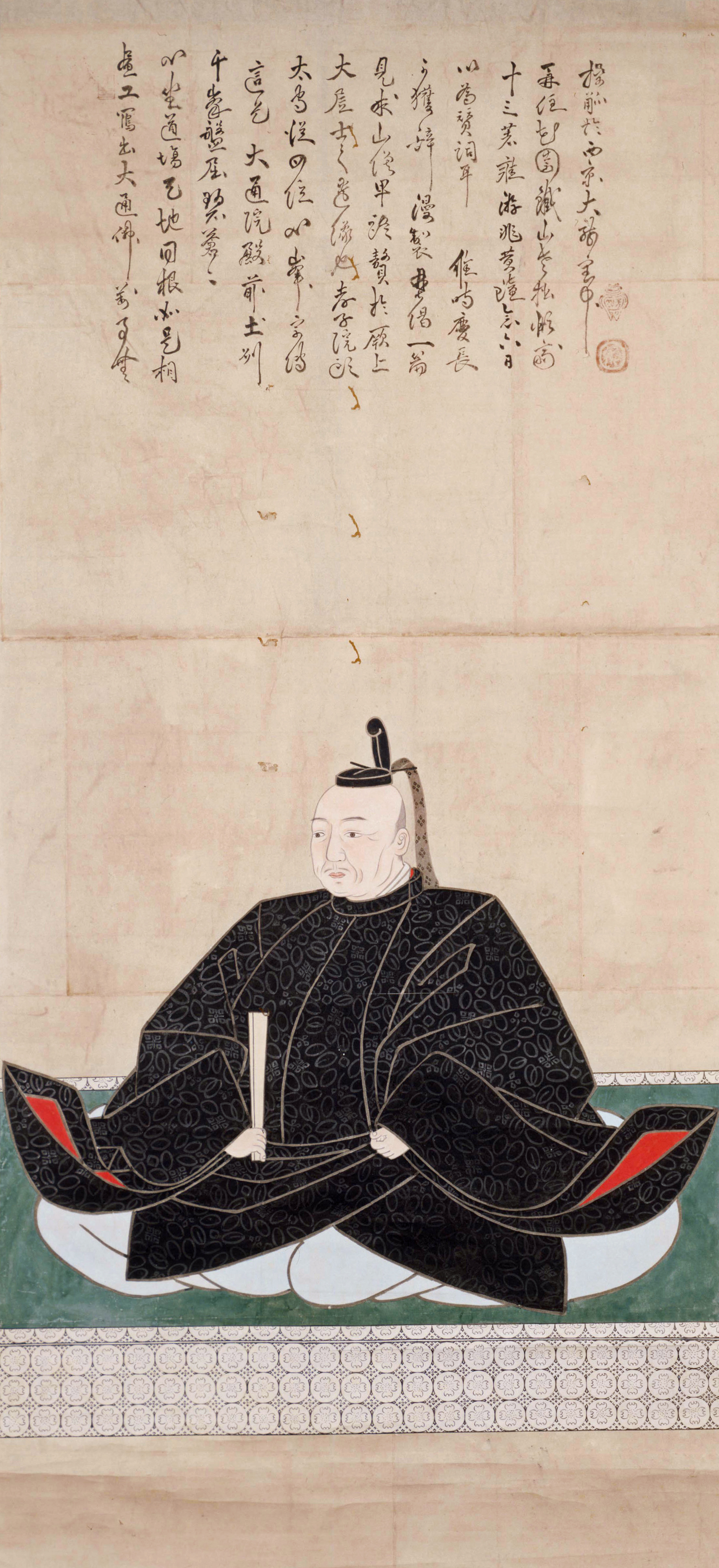
야마우치 가즈토요

1. 야마우치 가즈토요(山内一豊) 재위 1601년 ~ 1605년
2. 야마우치 다다요시(山内忠義) 재위 1605년 ~ 1656년
3. 야마우치 다다토요(山内忠豊) 재위 1656년 ~ 1669년
4. 야마우치 도요마사(山内豊昌) 재위 1669년 ~ 1700년
5. 야마우치 도요후사(山内豊房) 재위 1700년 ~ 1706년
6. 야마우치 도요타카(山内豊隆) 재위 1706년 ~ 1720년
7. 야마우치 도요쓰네(山内豊常) 재위 1720년 ~ 1725년
8. 야마우치 도요노부(山内豊敷) 재위 1725년 ~ 1767년
9. 야마우치 도요치카(山内豊雍) 재위 1768년 ~ 1789년
10. 야마우치 도요카즈(山内豊策) 재위 1789년 ~ 1808년
11. 야마우치 도요오키(山内豊興) 재위 1808년 ~ 1809년
12. 야마우치 도요스케(山内豊資) 재위 1809년 ~ 1843년
13. 야마우치 도요테루(山内豊熈) 재위 1843년 ~ 1848년
14. 야마우치 도요아쓰(山内豊惇) 재위 1848년
15. 야마우치 도요시게(山内豊信) 재위 1849년 ~ 1859년
16. 야마우치 도요노리(山内豊範) 재위 1859년 ~ 1871년

## 지번

### 나카무라 번
도사 나카무라 번(일본어: 土佐中村藩 도사나카무라한[*])은 에도 시대 전기 도사국 하타군 나카무라(현 고치현 시만토시)에 있던 번으로, 도사 번의 지번이다.

#### 번의 역사
도사 번의 초대 번주 야마우치 가즈토요의 동생인 야마우치 야스토요가 게이초 6년(1601년) 6월에 나카무라 부근의 2만 석 지령을 받고, 도사 나카무라 번을 세웠다. 이후 약 30년 간 2대에 걸쳐 지속되다가, 간에이 6년(1629년) 4월 8일에 그의 차남인 2대 번주 야마우치 마사토요가 후사 없이 사망하면서 도사 나카무라 번은 일단 폐지되었다.
그 후 메이레키 2년(1656년), 야스토요의 장남인 도사 번의 2대 번주 야마우치 다다요시의 둘째 아들 야마우치 다다나오(마사토요의 조카)가 나카무라 부근의 3만 석 소령을 받고 도사 나카무라 번을 다시 세웠다. 겐로쿠 2년(1689년), 3대 번주 야마우치 도요아키라는 와카도시요리까지 승진하였으나, 병을 이유로 사직하였다. 이것이 당시의 쇼군이었던 도쿠가와 쓰나요시의 분노를 사서, 도요아키라는 결국 칩거 처분을 받고 3천 석으로 감봉되었다. 하지만 이것조차 거부하였기 때문에 마침내 영지가 몰수되었고, 이로써 도사 나카무라 번은 폐지되었다.

#### 역대 번주
야마우치 가문 (1)
1. 야마우치 야스토요(山内康豊) 재위 1601년 ~ 1625년
2. 야마우치 마사토요(山内政豊) 재위 1625년 ~ 1629년

야마우치 가문 (2)
1. 야마우치 다다나오(山内忠直) 재위 1656년 ~ 1667년
2. 야마우치 도요사다(山内豊定) 재위 1667년 ~ 1677년
3. 야마우치 도요아키라(山内豊明) 재위 1677년 ~ 1689년

## 같이 보기
- 공명의 갈림길
- 일련구족(一領具足)

### 막말관련
- 사카모토 료마
- 다케치 즈이잔
- 이타가키 다이스케
- 대정봉환